# Emil Krämer
Emil Krämer (* 11. August 1877 in Worms; † 10. November 1938 in München) war ein deutscher Rechtsanwalt und Mitinhaber der Privatbank H. Aufhäuser in München.

## Leben
Krämer, ein Deutscher jüdischen Glaubens, wuchs in Worms auf und studierte Rechtswissenschaften. Der promovierte Jurist erhielt 1903 seine Anwaltszulassung, war aber hauptsächlich als Bankier bei der Münchener Privatbank Aufhäuser tätig, einem der wichtigsten deutschen Privatbanken der 1920er und 1930er Jahre. Zunächst als Syndikus tätig übernahm Krämer 1921 zusammen mit Siegfried Aufhäuser Anteile und wurde Teilhaber der renommierten Bank. Krämer war auch im Aufsichtsrat verschiedener bayerischer Industrie- und Handelsgesellschaften. Nebenbei war er auch als Rechtsanwalt tätig. Für seine 20-jährige unbeanstandete Berufstätigkeit erhielt er 1925 den Titel Justizrat.
Nach der Machtübertragung an die Nationalsozialisten 1933 begannen die Repressalien gegen jüdische Mitbürger, so auch gegen Emil Krämer. Bestrebungen der Münchener Anwaltskammer, ihm seine Zulassung zu nehmen, scheiterten. Trotzdem gab Krämer seine Zulassung ab und war bis zu seinem unter nicht geklärten Umständen erfolgten Tod 1938 nur noch als Bankier tätig. Auch seine Bank war Repressalien ausgesetzt. Im Zuge der Novemberpogrome wurde das Bankhaus gestürmt und verwüstet. Die Gestapo ordnete die Zwangsarisierung an. Unter Anleitung des Reichstagsabgeordneten Emil Klein wurde auch Krämers Privatwohnung heimgesucht. Am Folgetag waren Emil Krämer und seine Frau Elisabeth tot, angeblich durch Suizid. Die Ereignisse rund um den Tod von Krämer und das Bankhaus Aufhäuser fanden internationale Beachtung. So berichtete die britische Zeitung „The Times“ in seiner Ausgabe vom 11. November 1938 darüber.